# 6.º Troféu HQ Mix
O 6º Troféu HQ Mix foi realizado em 14 de junho de 1994 no Sesc Pompeia, em São Paulo, premiando pessoas, editoras e obras ligadas às histórias em quadrinhos referentes a lançamentos de 1993. A votação foi feita por profissionais ligados ao setor brasileiro de quadrinhos. O evento foi apresentado por Serginho Groisman, com a participação da Royal Jazz Band. O troféu, que a cada ano homenageia um artista diferente, representava a personagem Lamparina, de J. Carlos, tendo sido confeccionado pelo escultor Zarvos. Na categoria Editora do ano, pela primeira vez o prêmio foi dado a duas editoras: Globo e Devir. O prêmio foi compartilhado por conta do acordo de distribuição da revista Sandman, que permitiu que ela voltasse a ser publicada após cerca de um ano de seu cancelamento (a Globo passou a distribuir a revista exlcusivamente para lojas especializadas através da Devir).

## Prêmios[2]
| Categoria                          | Vencedor                                                                              |
| Álbum de clássico                  | A volta do Fradim (Henfil / editora Geração)                                          |
| Álbum de ficção, aventura e terror | Tex - a marca da serpente (Claudio Nizzi e Aurelio Galleppini / editora Globo)        |
| Álbum de humor                     | Mafalda Inédita (Quino / editora Martins Fontes)                                      |
| Álbum erótico                      | Kama Sutra                                                                            |
| Desenhista estrangeiro             | John Romita, Jr.                                                                      |
| Desenhista nacional                | Lourenço Mutarelli                                                                    |
| Desenhista revelação               | Guazzelli                                                                             |
| Edição especial                    | Fumetti - o melhor dos quadrinhos italianos (vários autores / editora Globo)          |
| Editora do ano                     | Globo                                                                                 |
|                                    | Devir                                                                                 |
| Fanzine                            | Boletim de HQ (Núcleo de Pesquisas de Histórias em Quadrinhos)                        |
|                                    | Saga (Ale Librandi Hy, Walter Junior e Marcelo Fernandes de Carvalho, editores)       |
| Grande contribuição                | 2ª Bienal Internacional de Quadrinhos (Rio de Janeiro)                                |
| Grande mestre                      | Eugênio Colonnese                                                                     |
| Graphic novel estrangeira          | Wolverine - fúria interior (Dan Chischester e Bill Sienkiewicz / editora Abril Jovem) |
| Graphic novel nacional             | Desgraçados (Lourenço Mutarelli / editora Vidente)                                    |
| Livro de cartuns                   | Ninguém é de ferro (Santiago / editora L&PM)                                          |
| Livro de charges                   | Separatismo - corta essa (vários autores / editora L&PM)                              |
| Livro teórico                      | O que é fanzine? (Henrique Magalhães / editora Brasiliense)                           |
| Minissérie estrangeira             | Batman - a espada de Azrael (Denny O'Neil e Joe Quesada / editora Abril Jovem)        |
| Personagem destaque                | Super-Homem                                                                           |
| Projeto gráfico                    | Território dos bravos (Luiz Gê / editora 34)                                          |
| Revista de aventura e ficção       | Pau Brasil (vários autores / editora Vidente)                                         |
| Revista de humor                   | Striptiras (Laerte / editora Circo/Sampa)                                             |
| Revista de terror                  | Calafrio (vários autores / editora D-Arte)                                            |
| Revista independente               | Revista do Ota (Ota)                                                                  |
| Revista infantil                   | Parque da Mônica (vários autores / editora Globo)                                     |
| Revista mix                        | John Lennon - tributo (Graphic Rock n° 1) (vários autores / editora Nova Sampa)       |
| Revista seriada                    | Sandman (Neil Gaiman e vários desenhistas / editora Globo)                            |
| Roteirista estrangeiro             | Neil Gaiman                                                                           |
| Roteirista nacional                | Patati                                                                                |
| Tira nacional                      | Níquel Náusea (Fernando Gonsales)                                                     |
| Tira estrangeira                   | Calvin e Haroldo (Bill Watterson)                                                     |
| Valorização da HQ                  | Sergio Bonelli                                                                        |